# 圖努帕火山

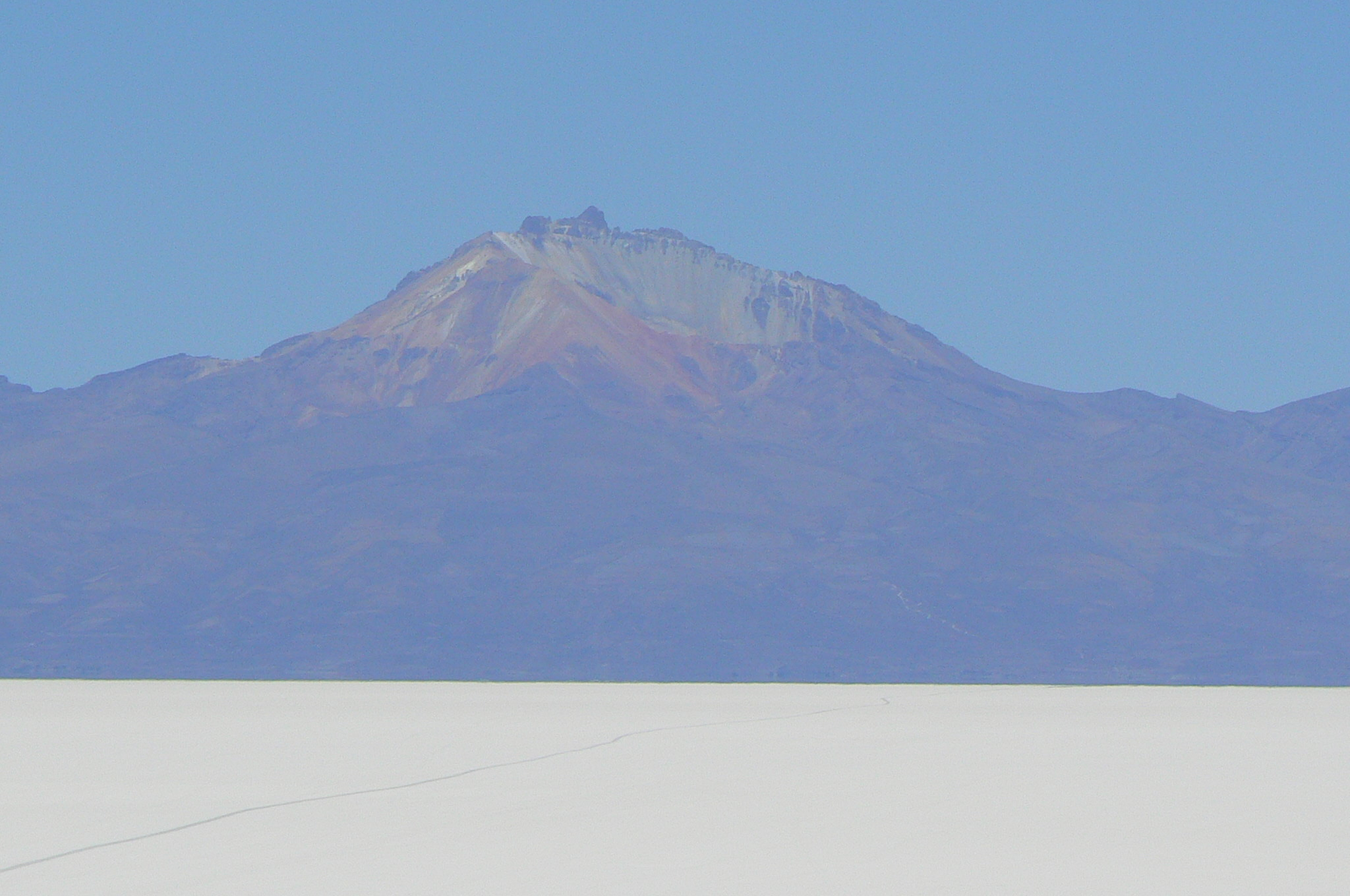

圖努帕火山是玻利維亞的火山，位於該國西南部烏尤尼鹽沼以北，由奧魯羅省和波托西省負責管轄，屬於安第斯山脈的一部分，海拔高度5,432米。